# Skurcz betonu
Skurcz betonu – niezależne od obciążeń zmniejszenie się objętości betonu, wywoływane zjawiskami chemicznymi i fizycznymi, przede wszystkim wysychaniem.
Całkowity skurcz jest efektem:
- skurczu chemicznego, wynikającego ze zmniejszania objętości produktów reakcji zachodzących w betonie,
- skurczu plastycznego, odpływanie wody z betonu gdy jest on jeszcze w stanie plastycznym,
- skurczu autogenicznego, zachodzący w wyniku pobierania wody z porów podczas hydratacji cementu,
- skurczu wysychania, zachodzący w wyniku odparowania wody z betonu.

W powietrzu nienasyconym parą wodną występuje skurcz, w wodzie pęcznienie. Wyjątkiem od tej zasady są betony wykonane z zastosowaniem cementów ekspansywnych. 
Skurcz, występujący w elementach, które mogą się odkształcać swobodnie, nazywa się skurczem swobodnym. Zakłada się, że skrócenia wywołane swobodnym odkształceniem skurczowym są jednakowe w każdym punkcie i każdym kierunku.
Skurczowi w betonie i żelbecie towarzyszy zazwyczaj powstawanie w nim rys i pęknięć.